# Atzo Nicolaï
Pour les articles homonymes, voir Nicolaï.
Atzo Nicolaï, né le 22 février 1960 et mort le 19 août 2020, est un homme politique néerlandais du Parti populaire libéral et démocrate (VVD).

## Biographie
Il est membre de la Chambre des Représentants du 19 mai 1998 au 22 juillet 2002, date à laquelle il devient Secrétaire d'État aux Affaires Étrangères des Cabinets Balkenende I et II.  Il a de nouveau fait un bref passage en tant que député après les élections législatives néerlandaises de 2003, qui se sont déroulées du 30 janvier 2003 au 27 mai 2003. Il devient Ministre de la Réforme de l'administration et des Relations du Royaume dans le Cabinet Balkenende III du 7 juillet 2006 et jusqu'au 22 février 2007 à la suite de la démission de Alexander Pechtold. Après les élections législatives néerlandaises de 2006 Nicolaï est retourné à la Chambre des représentants et a pris ses fonctions le 30 novembre 2006. À la suite des élections législatives néerlandaises de 2010 Nicolaï devient un candidat probable pour le poste de Ministre des Affaires Étrangères lors de la formation du cabinet de 2010, mais sa nomination est bloquée par le partenaire de la coalition le Parti pour la Liberté (PVV). Nicolaï démissionne de ses fonctions de député le 31 mai 2011. Le lendemain, il devient membre du conseil d'administration de la multinationale multinationales chimique DSM

## Décoration
- Officier de l'ordre d'Orange-Nassau
  - Agent (11 avril 2007)